# SP-461
A SP-461 é uma rodovia transversal do estado de São Paulo, administrada pelo Departamento de Estradas de Rodagem do Estado de São Paulo (DER-SP).

## Denominações
Recebe as seguintes denominações em seu trajeto:
Nome:	Gabriel Melhado, Rodovia
- De - até:	Bilac - Birigui
- Legislação:	LEI 2.476 DE 14/10/80

Nome:	Roberto Rollemberg, Deputado, Rodovia
- De - até:	Birigui - Turiúba
- Legislação:	LEI 9.545 DE 02/05/97

Nome:	Otaviano Cardoso Filho, Doutor, Rodovia
- De - até:	Turiúba - Nhandeara
- Legislação:	LEI 2.912 DE 25/06/81

Nome:	Péricles Bellini, Rodovia
- De - até:	Nhandeara - Votuporanga - Cardoso
- Legislação:	LEI 2.219 DE 13/12/79

## Descrição
Principais pontos de passagem: Bilac - Birigui - SP 310 (Nhandeara) - Cardoso

## Características

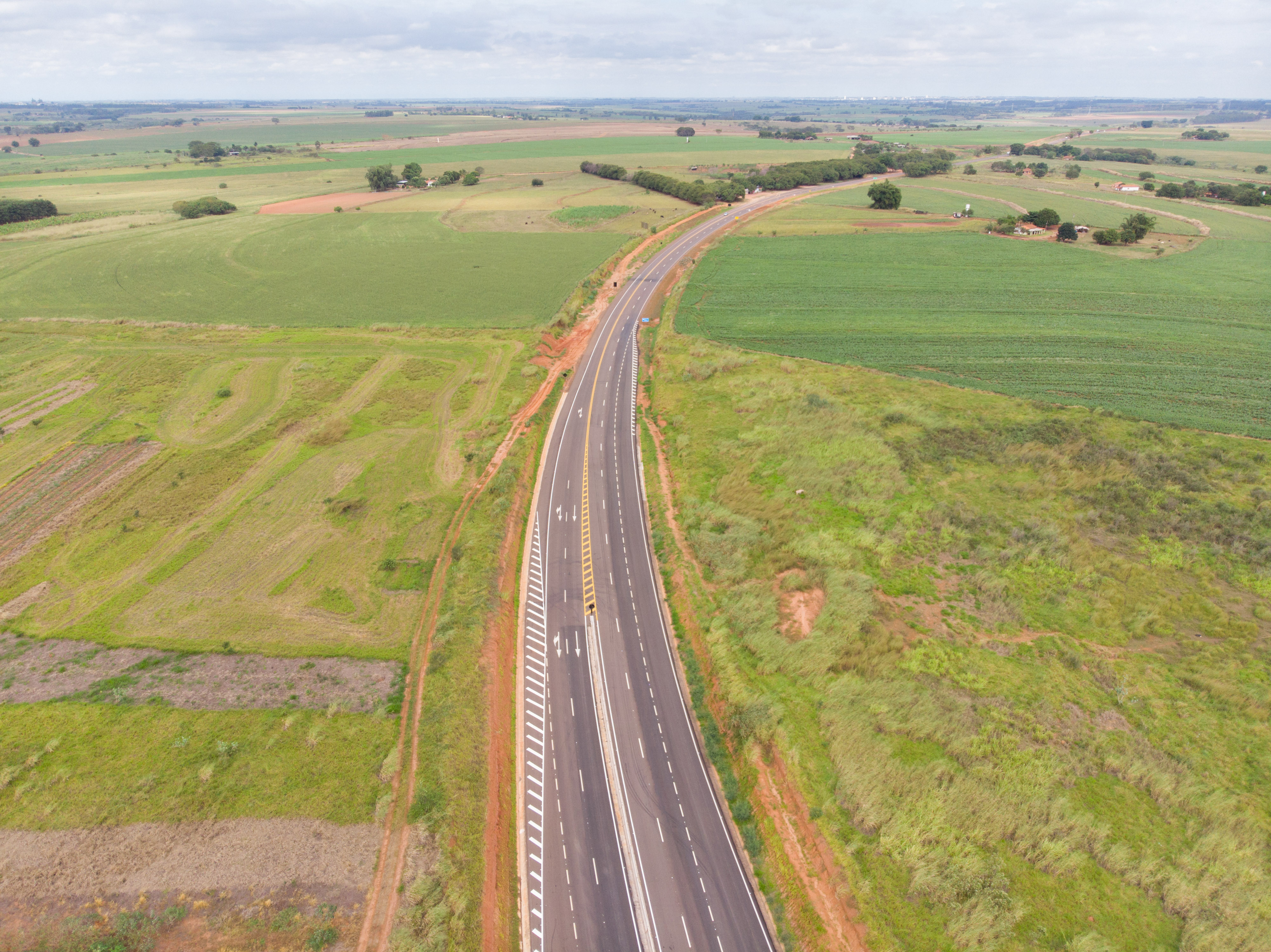
Trecho da SP-461 em Birigui.

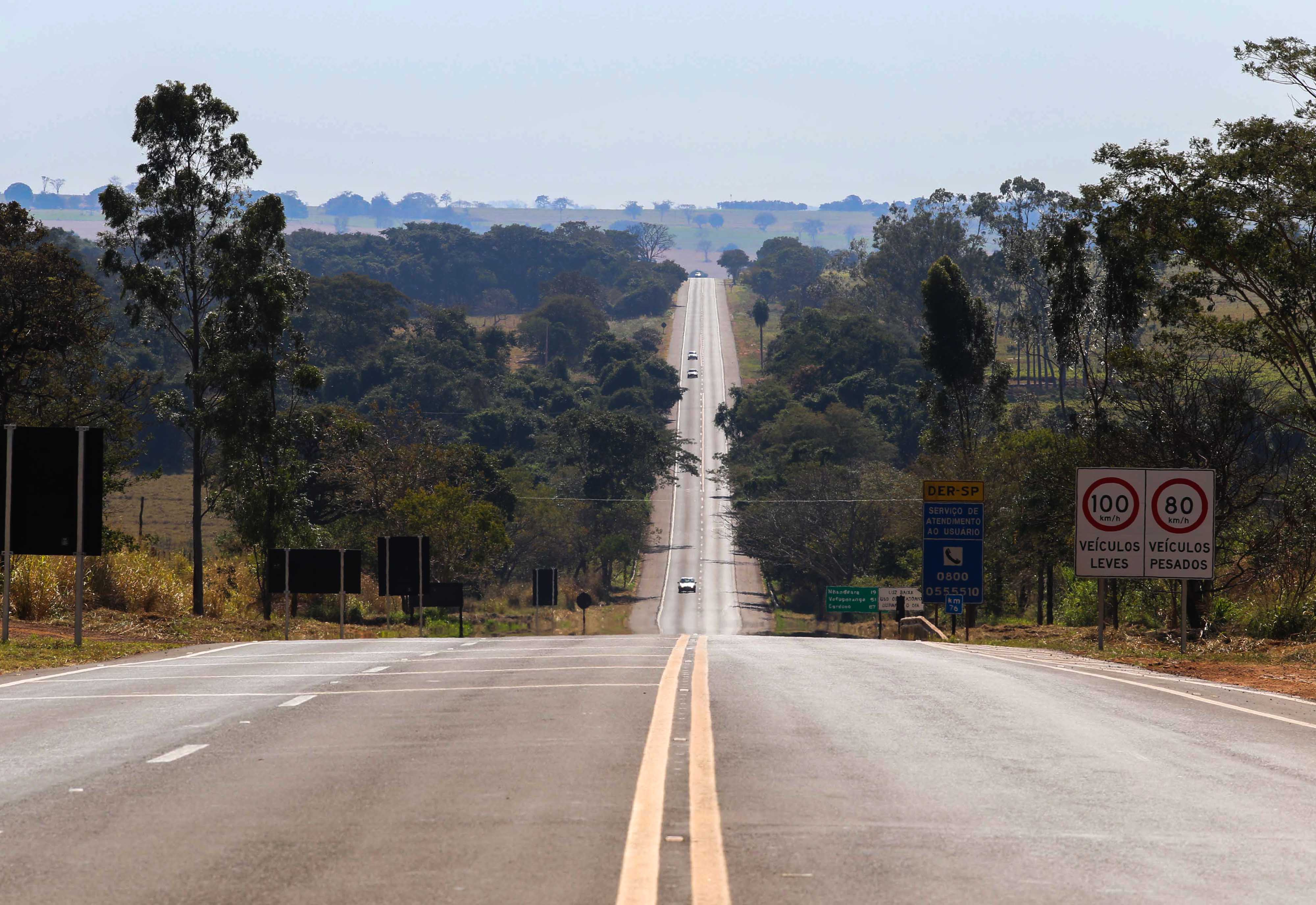
Trecho da SP-461 em Nhandeara.

### Extensão
- Km Inicial: 0,000
- Km Final: 165,316

### Localidades atendidas
- Bilac
- Birigui
- Brejo Alegre
- Buritama
- Turiúba
- Monções
- Nhandeara
- Votuporanga
- Álvares Florence
- Vila Alves
- Cardoso
- São João do Marinheiro